# 吉井タオル
吉井タオル株式会社（よしいタオル）は、愛媛県今治市町谷に本社を置くタオルメーカー。

## 概要
新興織物でタオル技術者をしていた吉井久が1957年に吉井タオル工場として創業。1967年に「吉井タオル株式会社」を設立した。
デザインを重視するのではなく、使い心地の良さを最優先に考えてつくる昔ながらの今治のタオルにこだわっている。今治に伝統的に伝わる先晒し製法（糸の油分や蝋質を先に落としてから織り上げる手法）を貫き、多くの今治のタオルメーカーが利用しているジャガード織機でなくあまく撚られた糸を織りやすいドビー織機をメインとしている。
今治タオルのブランディングを手がけた佐藤可士和は当初プロジェクトの参加に乗り気ではなかったが、依頼人から吉井タオルの白いタオルをプレゼントされ使い心地や吸水性に感動しプロジェクトへの参加を決断するきっかけとなった。

## 事業所
- 本社･本社工場 - 愛媛県今治市町谷50-1
- 丹原工場 - 愛媛県西条市丹原町徳能甲87-1

## 沿革
- 1957年 - 吉井久が吉井タオル工場を創業。
- 1967年 - 「吉井タオル株式会社」を設立。
- 1975年 - 周桑郡丹原町（現:西条市丹原町）に新工場を建設。第1期工事完成に際してスルーザー織機・準備機械を導入。
- 1977年 - スルーザー社製ドビータオル織機を増設。
- 1978年 - 周桑郡丹原町（現:西条市）に撚糸工場を新設し、ダブルツイスター・合糸機を導入。
- 1979年 - 本社新社屋新築工事完成。第一次コンピュータシステムを導入。丹原工場第2期工事が完成し、スルーザー織機を増設。
- 1980年 - スルーザー織機を増設。
- 1985年 - 本社工場を新築移転。レピア織機を導入。
- 1986年 - 第二次コンピュータシステムを導入。
- 1987年 - 丹原工場第3期工事の完成に伴い、スルーザー織機を増設、空調設備並びに糊付設備（サイジング）を導入。
- 1990年 - 本社隣接地に検査・仕上工場を新築移転。
- 1992年 - 東予市（現:西条市）にワイグループ協同組合【通称：INTREWORKS（インターワークス）】を設立。
- 1993年 - 丹原工場に自動倉庫を建築。
- 1999年 - 吉井智己が代表取締役に就任。
- 2001年 - 環境 ISO 14001 認証取得。
- 2016年 - 東京都港区南青山にタオル専門店「タオルショップ441」をオープン[4]。

## 関連企業
- 四国日繊工業（タオルのシャーリング【ビロード／ベルベット】加工）
- ユース（タオル製品の企画･販売、二次縫製加工）
- ワイグループ協同組合（タオル生地の染晒／縫製加工） - 吉井タオルやIKEUCHI ORGANICなど市内のタオルメーカー・関連企業7社が共同で設立。
- ワイ・エス・ティー（タオル生地製造／シャーリング／縫製加工）